# Mercy, Mercy, Mercy!
Albums de Cannonball Adderley
Cannonball in Japan
(1966) 74 Miles Away
(1967)
Mercy, Mercy, Mercy! Live at 'The Club' est un album de jazz du saxophoniste Cannonball Adderley, enregistré en 1966 pour le label Capitol. La séance d'enregistrement se déroule dans un studio hollywoodien en présence d'un public et non dans un club à Chicago comme le laisse sous entendre le sous titre (Live at 'The Club'). Cannonball Adderley est accompagné par son frère Nat au cornet, Joe Zawinul au piano, Victor Gaskin à la contrebasse et Roy McCurdy à la batterie. Ce disque rencontre un grand succès à sa sortie et le morceau éponyme au style soul jazz devient un standard de jazz.

## Contexte
En 1955, soit près de onze ans avant l'enregistrement de cet album, Cannonball Adderley dirige un groupe dans une école de Floride et ne se prédestine pas à une carrière de musicien. De passage à New York cette année-là avec son frère Nat, il se rend au club Café Bohemia pour écouter le contrebassiste Oscar Pettiford, lorsque l'occasion lui est offerte de jouer sur scène avec le groupe. Son interprétation est très bien accueillie, ce qui lui permet d'enregistrer quelques jours plus tard une séance dirigée par le batteur Kenny Clarke pour le label Savoy. La compagnie remarque son talent et le qualifie de new Bird en référence à son style comparable à celui du saxophoniste Charlie Parker décédé quelques mois plus tôt. Cannonball forme ensuite son propre quintet avec son frère Nat,.
Pendant deux ans le groupe tente en vain de s'imposer dans un style fortement orienté bebop mais sans réelle innovation musicale. En décembre 1957, Cannonball rejoint le combo du trompettiste Miles Davis au Sutherland Lounge à Chicago. Cette collaboration aux côtés de musiciens talentueux comme le saxophoniste John Coltrane lui offre une grande reconnaissance en particulier avec la séance d’enregistrement de Kind of Blue en 1959. Elle lui permet aussi de diversifier son jeu, de développer un style plus calme et de mieux maîtriser l'improvisation. Quant à son frère, il accompagne le tromboniste Jay Jay Johnson et le musicien Woody Herman. Quelques albums de Cannonball enregistrés à cette période en tant que leader sont très remarqués, notamment Somethin' Else sur le label Blue Note et Portrait of Cannonball pour Riverside en 1958.
Malgré le confortable salaire proposé par Davis, Cannonball choisit de partir en septembre 1959 pour reformer en octobre son propre quintet ; il intègre son frère au cornet, Sam Jones à la contrebasse, Bobby Timmons au piano et Louis Hayes à la batterie. Le pianiste Timmons propose d'excellentes compositions comme This Here dans un style soul jazz, qui rencontrent un grand succès et permettent au groupe d'émerger sur la scène jazz. Le jeu de Cannonball est très expressif, il communique souvent avec son public, explique sa musique, ce qui contribue également à augmenter la popularité du groupe. De 1962 à 1963, le groupe est un sextet, Joe Zawinul remplace Timmons et Yusef Lateef fait son apparition au ténor. Au début des années 1960, Cannonball enregistre régulièrement pour le label Riverside mais le décès en 1963 de l'un de ses fondateurs, Bill Grauer, entraîne la faillite du label peu de temps après. Le saxophoniste signe alors un contrat chez Capitol pour qui il effectue après quelques albums, cette la séance d'enregistrement à la fin de l'année 1966.

## Enregistrement

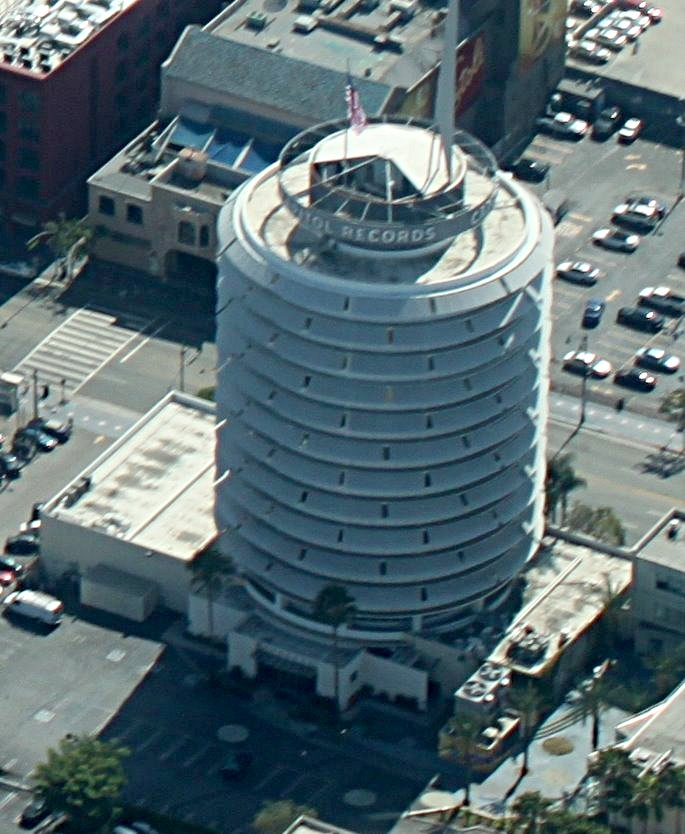
Bâtiment du Capitol où a lieu l'enregistrement.

Les morceaux sont enregistrés le 20 octobre 1966 dans le grand Studio A de la tour du Capitol Records Building situé à Hollywood and Vine, dans un célèbre quartier de la ville de Los Angeles en Californie.
L'album est sous-titré Live at The Club et les notes d'origine qui l'accompagnent sur la pochette, laissent sous entendre à tort que les enregistrements se sont déroulés dans un club de Chicago, nommé The Club, qui est un club de jazz dirigé par un ami de Cannonball Adderley, le DJ E. Rodney Jones,. Jones et Pervis Spann, une personnalité du monde musical, prennent possession de The Club alors nommé Club DeLisa, un ancien lieu du jazz et du blues qu'ils renomment ensuite et qui ouvre ses portes en 1966. Adderley est l'un des premiers artistes à s'y produire au mois de mars lors de trois soirées. Pour attirer l'attention sur son nouvel établissement, Jones aurait demandé au saxophoniste de rédiger les liner notes et de mentionner sur la couverture de l'album le nom du club comme lieu d'enregistrement. Adderley en parle au producteur David Axelrod, qui accepte.

## Musiciens

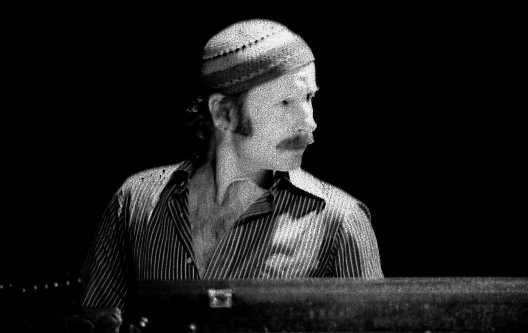
Joe Zawinul en 1977.

| Musicien            | Instrument                        | Titre |  | Équipe technique |                                   |
| ------------------- | --------------------------------- | ----- |  | ---------------- | --------------------------------- |
| Cannonball Adderley | saxophone alto                    | 1-6   |  | David Axelrod    | producteur                        |
| Nat Adderley        | cornet à pistons                  | 1-6   |  | Michael Cuscuna  | liner notes réédition, producteur |
| Joe Zawinul         | piano, piano électrique Wurlitzer | 1-6   |  | Hugh Davies      | ingénieur du son                  |
| Victor Gaskin       | contrebasse                       | 1-6   |  | E. Rodney Jones  | liner notes d'origine             |
| Roy McCurdy         | batterie                          | 1-6   |  | Franko Caligiuri | design                            |

## Titres
Mercy, Mercy, Mercy est une composition de Joe Zawinul caractérisée par une mélodie teintée de blues et un tempo relativement lent. Le morceau débute par une déclaration de Cannonball, qui avait souvent pour habitude lors de ses concerts de communiquer avec son public,.
| N°     | Titre               | Compositeur         | Durée |
| ------ | ------------------- | ------------------- | ----- |
| Face 1 |                     |                     |       |
|        | Introduction        |                     | 0:07  |
| 1.     | Fun                 | Nat Adderley        | 7:33  |
| 2.     | Games               | Nat Adderley        | 8:03  |
| 3.     | Mercy, Mercy, Mercy | Josef Zawinul       | 5:07  |
| Face 2 |                     |                     |       |
| 4.     | Sticks              | Cannonball Adderley | 3:53  |
| 5.     | Hippodelphia        | Josef Zawinul       | 5:43  |
| 6.     | Sack O' Woe         | Cannonball Adderley | 10:45 |

## Réception
L'album connaît un rapide succès à sa sortie, en particulier le titre Mercy, Mercy, Mercy qui se vend à près de 800 000 copies.
Sur AllMusic, Steve Huey écrit que « le tempérament jovial et plein de vie formait une partie importante de sa popularité et aucun document ne saisit cette qualité aussi bien, ou avec d'aussi grandes récompenses musicales que Mercy, Mercy, Mercy ».

## Cinéma
En 2013, la chanson Mercy, Mercy, Mercy! apparaît dans le film Le Loup de Wall Street (The Wolf of Wall Street) de Martin Scorsese.